# Vad (okręg Marmarosz)
Vad – wieś w Rumunii, w okręgu Marmarosz, w gminie Copalnic-Mănăștur. W 2011 roku liczyła 342 mieszkańców.